# Geissanthus andinus
El cucharo blanco, trementina o cuchara con botones (Geissanthus andinus) es una especie de árbol de la familia Primulaceae, nativa de los Andes, que se encuentra en Colombia, Ecuador y Venezuela, entre los 2.000 y 3.700 m de altitud.

## Descripción
Alcanza hasta 8 m de altura. Tronco con escamas marrón claro. Hojas coriáceas concentradas al final de las ramas, glabras, elípticas, haz oscura lustrosa, envés rojizo con puntos glandulares, de 6 a 7 cm de longitud por 2 a 2,5 cm de anchura; pecíolo de 0,5 a 0,8 cm de largo. Inflorescencias terminales paniculadas, de 4 a 6 cm de longitud; flores de color rosado, pentameras, pequeñas. Frutos globosos, de 0, 5 a 0,7 cm de diámetro, de color morado al madurar, con jugo morado rojizo abundante.